# Laurent Agouazi
Laurent Karim Agouazi (en arabe : لورينت كريم أغوازي), né le 16 mars 1984 à Langres (Haute-Marne), est un footballeur international algérien qui évolue au poste de milieu de terrain polyvalent.
Il compte 2 sélections en équipe nationale depuis 2013.

## Biographie
Laurent Agouazi est né de père algérien et de mère française. Formé au FC Metz, il remporte la Coupe Gambardella 2000-2001 face au SM Caen (2-0) puis le championnat de France des moins de 17 ans quelques semaines plus tard face aux Girondins de Bordeaux (2-1). Il fait d'abord ses armes en équipe réserve avant d'être prêté en National (D3) au Besançon RC en juillet 2004, pour obtenir du temps de jeu. Malgré la relégation du club bisontin en CFA, il réalise une saison pleine, s'imposant comme l'un des meilleurs milieu du championnat.
Revenu de son prêt, il commence la saison 2005-2006 en équipe réserve du FC Metz. La situation délicate du club lorrain incite Joël Muller à le lancer dans le grand bain. Il dispute son 1er match professionnel pour la réception du Lille OSC le 10 septembre 2005. 
Le club grenat relégué en Ligue 2, il s'impose comme l'un des artisans de la remontée sous les ordres de Francis De Taddeo - qui l'a formé - en marquant notamment quatre buts. Il garde la confiance de Francis de Taddéo au début de la saison 2007-2008 et s'impose comme titulaire en Ligue 1. Il connaît un passage à vide lors de l'arrivée d'Yvon Pouliquen mais reste cependant régulièrement dans l'équipe-type. 
Libre en juin 2009, alors que le club messin est retourné en L2, il s'engage avec l'US Boulogne, fraichement promu en Ligue 1. Il est titulaire quand il joue mais le club nordiste est cependant relégué. En août 2011 il résilie son contrat avec son club un an avant son échéance, et s’engage avec Istres, pour un an, où il devient un pion essentiel de l'équipe. 
En 2012, il décide de rejoindre le Stade Malherbe de Caen pour deux ans. Il marque son premier but avec Caen lors de la 2e journée face à Auxerre d'une superbe reprise de volée. Le club caennais terminera la saison à la 4e place du classement.
Le 2 juin 2013, il honore sa première sélection avec la sélection algérienne contre le Burkina Faso (victoire 2-0 de l’Algérie).
En juin 2014, le SM Caen remonte en Ligue 1 mais son contrat n'est pas reconduit.
Il s'engage en septembre 2014 avec l'Atromitos FC pensionnaire de  Superleague Elláda, et se qualifie en play-offs avec le club.
Le 3 juillet 2015, il revient en France en signant pour 2 ans au Tours FC.
Le 8 juin 2016, il quitte le Tours FC en inscrivant 2 buts en 28 matchs de Ligue 2. Il rejoint Niort pour 2 saisons où il joue 57 matchs et inscrit 5 buts en L2.
Après une expérience de quelques mois au Luxembourg, il retourne dans son club formateur du Football Club de Metz pour intégrer l'équipe réserve en janvier 2019. 
En juin 2021, après un an de formation au CNF Clairefontaine, il est diplômé du DESJEPS mention football. 
En mai 2022, il est admis à la formation pour le brevet d'entraîneur formateur de football (BEFF), qui se déroulera pendant un an au CNF Clairefontaine

## Statistiques
| Saison                | Club                  | Championnat           | Championnat | Championnat | Coupe nationale | Coupe nationale | Coupe de la Ligue | Coupe de la Ligue | Algérie | Algérie | Total | Total |
| Saison                | Club                  | Division              | M.          | B.          | M.              | B.              | M.                | B.                | M.      | B.      | M.    | B.    |
| 2004-2005             | Besançon RC (prêt)    | National              | 34          | 6           | -               | -               | 1                 | 0                 | -       | -       | 35    | 6     |
| Sous-total            | Sous-total            | Sous-total            | 34          | 6           | -               | -               | 1                 | 0                 | -       | -       | 35    | 6     |
| 2005-2006             | FC Metz               | Ligue 1               | 8           | 1           | -               | -               | -                 | -                 | -       | -       | 8     | 1     |
| 2006-2007             | FC Metz               | Ligue 2               | 31          | 4           | 3               | 0               | -                 | -                 | -       | -       | 34    | 4     |
| 2007-2008             | FC Metz               | Ligue 1               | 32          | 0           | 4               | 0               | 2                 | 0                 | -       | -       | 38    | 0     |
| 2008-2009             | FC Metz               | Ligue 2               | 26          | 3           | 1               | 0               | 4                 | 1                 | -       | -       | 31    | 4     |
| Sous-total            | Sous-total            | Sous-total            | 97          | 8           | 8               | 0               | 6                 | 1                 | -       | -       | 111   | 9     |
| 2009-2010             | US Boulogne           | Ligue 1               | 25          | 1           | 3               | 1               | 1                 | 0                 | -       | -       | 29    | 2     |
| 2010-2011             | US Boulogne           | Ligue 2               | 26          | 0           | 1               | 0               | 3                 | 0                 | -       | -       | 30    | 0     |
| 2011-2012             | US Boulogne           | Ligue 2               | 1           | 0           | -               | -               | 1                 | 0                 | -       | -       | 2     | 0     |
| Sous-total            | Sous-total            | Sous-total            | 52          | 1           | 4               | 1               | 5                 | 0                 | -       | -       | 61    | 2     |
| 2011-2012             | FC Istres             | Ligue 2               | 28          | 3           | 2               | 0               | -                 | -                 | -       | -       | 30    | 3     |
| Sous-total            | Sous-total            | Sous-total            | 28          | 3           | 2               | 0               | -                 | -                 | -       | -       | 30    | 3     |
| 2012-2013             | SM Caen               | Ligue 2               | 21          | 2           | 1               | 0               | 1                 | 1                 | 1       | 0       | 24    | 3     |
| 2013-2014             | SM Caen               | Ligue 2               | 26          | 1           | 5               | 0               | 1                 | 0                 | 1       | 0       | 33    | 1     |
| Sous-total            | Sous-total            | Sous-total            | 47          | 3           | 6               | 0               | 2                 | 1                 | 2       | 0       | 57    | 4     |
| 2014-2015             | Atromitos FC          | Super League          | 21+5        | 0+1         | 2               | 0               | -                 | -                 | -       | -       | 28    | 1     |
| Sous-total            | Sous-total            | Sous-total            | 26          | 1           | 2               | 0               | -                 | -                 | -       | -       | 28    | 1     |
| 2015-2016             | Tours FC              | Ligue 2               | 29          | 1           | 3               | 1               | 1                 | 0                 | -       | -       | 33    | 2     |
| Sous-total            | Sous-total            | Sous-total            | 29          | 1           | 3               | 1               | 1                 | 0                 | -       | -       | 33    | 2     |
| 2016-2017             | Chamois niortais      | Ligue 2               | 26          | 3           | 2               | 0               | -                 | -                 | -       | -       | 28    | 3     |
| 2017-2018             | Chamois niortais      | Ligue 2               | 23          | 2           | 1               | 0               | -                 | -                 | -       | -       | 24    | 2     |
| Sous-total            | Sous-total            | Sous-total            | 59          | 5           | 3               | 0               | -                 | -                 | -       | -       | 62    | 5     |
| Total sur la carrière | Total sur la carrière | Total sur la carrière | 363         | 28          | 28              | 2               | 15                | 2                 | 2       | 0       | 408   | 32    |

## Palmarès
- Vainqueur de la coupe Gambardella en 2001 avec le FC Metz[8].

- Champion de France de Ligue 2 en 2007 avec le FC Metz.